# Tito Manlio
Tito Manlio, noto anche con lo pseudonimo di Domenico Titomaglio (Napoli, 16 febbraio 1901 – Roma, 4 maggio 1972), è stato un paroliere italiano, autore di canzoni sia in lingua italiana che in lingua napoletana, il cui lavoro più celebre è la canzone Anema e core.

## Biografia
Scrisse i testi di molte canzoni, sia in lingua che in vernacolo, che raggiunsero un discreto successo.
Fra le più note si ricordano Voglio vivere così, col sole in fronte, Caro papà, Anema e core, Nu quarto 'e luna, Rosso di Sera (cantata da Luciano Tajoli), Te sto aspettanno e Ischia parole e musica.
Per quest'ultima canzone, gli ischitani vollero donargli un terreno in riva al mare perché vi potesse costruire una casa per la villeggiatura.
Su musica di Enzo Bonavolonta', ha scritto le parole di "'O Mese d' 'e Rrose", cantata da Vittorio de Sica. 